# Artena (erebídeos)
Artena (Arctiidae) é um gênero de traça pertencente à família Arctiidae.